# Latòpolis
Latòpolis (Latopolis) fou el nom grec de l'antiga ciutat egípcia de Iunyt o Senet (Ta-senet). La ciutat moderna es diu Esna. El nom de Latòpolis li fou donat pel peix nilòtic "lates" que era un peix sagrat que s'enterrava a un cementiri a l'oest de la ciutat. Les caravanes que anaven a Núbia (Regne de Kush) sortien de la ciutat. Fou en algun moment la capital del nomós III de l'Alt Egipte després que ho foren Hieracòmpolis (Nekhen) i Eileithyiaspolis (Nekheb). A l'oest de la ciutat es troben dos cementiris de l'època de l'Imperi Nou. La principal resta faraònica de la ciutat és el temple de Khnum o Knum, en ple centre de la ciutat moderna a 9 metres per sota del nivell de carrer a uns 200 metres del riu construït en època ptolemaica sobre els fonaments d'un temple anterior de Tuthmosis III.